# 洛韦拉 (巴西)
洛韋拉（葡萄牙語：Louveira）是巴西圣保罗州的一个市镇。总面积55.349平方公里，总人口30038人，人口密度542.7人/平方公里。